# Fonètica
La fonètica (del grec φωνή (phonê) "so" o "veu") és la ciència que estudia els sons de la parla o fons. Aquests sons es produeixen amb l'aparell fonador. Tanmateix, la fonètica no estudia els sons produïts per l'aparell fonador, que no formen part de la parla (la tos, un esternut, per exemple). És una disciplina que es mou a cavall entre l'acústica, que és la part de la física que estudia el so, i la lingüística.
A banda del so, la fonètica s'ocupa d'altres unitats relacionades: la síl·laba, l'entonació de la frase, l'accent prosòdic i les pauses que el parlant introdueix al seu discurs.
La fonètica es pot subdividir en tres branques:
- Fonètica articulatòria (estudia els sons orals des d'un punt de vista articulatori, és a dir, descriu tots els òrgans que intervenen en la seva producció).
- Fonètica acústica (estudia els sons orals des d'un punt de vista físic).
- Fonètica perceptiva (estudia la descodificació de la parla).

## Història

### Antiguitat
Els primers estudis fonètics coneguts es van dur a terme ja al segle vi aC per gramàtics sànscrits. L'erudit hindú Pāṇini és un dels més coneguts d'aquests primers investigadors, la gramàtica de quatre parts de la qual, escrita cap al 350 aC, és influent en la lingüística moderna i encara representa «la gramàtica generativa més completa de qualsevol llengua escrita fins ara». La seva gramàtica va formar la base de la lingüística moderna i va descriure diversos principis fonètics importants. Els principis fonètics de la seva gramàtica es consideren «primitius» perquè són la base de la seva anàlisi teòrica més que els objectes de l'anàlisi teòrica en si, i els principis es poden inferir del seu sistema de fonologia.

### Modernitat
Els avenços en fonètica després de Pāṇini i els seus contemporanis van ser limitats fins a l'època moderna, excepte algunes investigacions limitades de gramàtics grecs i romans. En els mil·lennis entre els gramàtics índics i la fonètica moderna, l'atenció es va desplaçar de la diferència entre el llenguatge parlat i escrit, que era la força impulsora del relat de Pāṇini, i es va començar a centrar només en les propietats físiques de la parla. L'interès sostingut per la fonètica va començar de nou al voltant de l'any 1800 dC amb nous desenvolupaments en medicina i el desenvolupament de dispositius d'enregistrament d'àudio i visual, els coneixements fonètics van poder utilitzar i revisar dades noves i més detallades. Aquest primer període de la fonètica moderna va incloure el desenvolupament d'un alfabet fonètic influent basat en posicions articulatòries per Alexander Melville Bell. Conegut com a discurs visible, va guanyar protagonisme com a eina en l'educació oral dels nens sords.
Abans de la disponibilitat generalitzada d'equips d'enregistrament d'àudio, els fonetistes confiaven molt en una tradició de fonètica pràctica per garantir que les transcripcions i les troballes poguessin ser coherents entre els fonetistes. Aquesta formació implicava tant l'entrenament de l'oïda —el reconeixement dels sons de la parla— com l'entrenament de producció —la capacitat de produir sons. S'esperava que els fonetistes aprenguessin a reconèixer d'oïda els diferents sons de l'alfabet fonètic internacional.

## Mètodes de fonètica
Pel que fa als seus inicis, podem parlar de fonètica elemental, un mètode pel qual s'estudiaven els sons únicament a partir del que una oïda humana entrenada és capaç de distingir. Aquest enfocament, que només podia ser subjectiu, va ser posteriorment superat pel mètode objectiu de la fonètica experimental, també anomenada instrumental. Les seves bases van ser posades a finals del segle xix per l'abat Jean-Pierre Rousselot.
Els mètodes s'han desenvolupat gràcies al progrés tècnic. A partir de la dècada de 1930, els dispositius electroacústics, després l'electrònica, l'enregistrament i dispositius d'anàlisi. Després de l'impetuós desenvolupament de la tecnologia i especialment de la informàtica, la investigació sobre la producció i la percepció de la parla ha avançat considerablement.

## La transcripció fonètica
Abans de poder enregistrar la parla, els fonetistes havien d'escriure-la amb la màxima fidelitat possible, una necessitat que s'ha mantingut en l'actualitat. Hi ha hagut i hi ha diversos sistemes de transcripció fonètica, alguns específics per a aquesta o aquella llengua, d'altres generals. Els més nombrosos es basen en els alfabets actuals, de vegades combinant-ne diversos, per exemple l'alfabet llatí, l'alfabet grec o d'altres, també utilitzant signes diacrítics. També hi ha sistemes no alfabètics, per exemple el d'Otto Jespersen, que representen els sons mitjançant fórmules que representen les seves característiques articulatòries.
Al segle xxi, l'alfabet fonètic internacional, basat principalment en l'alfabet llatí, que també conté lletres gregues, signes especials, certs derivats de lletres (per exemple lletres invertides), signes diacrítics i signes per denotar el caràcter llarg o breu dels sons, el límit entre síl·labes, el lloc de l'accent, etc.

## Aplicacions de la fonètica
La fonètica interessa no només per a la lingüística, sinó que també s'aplica a molts àmbits de la vida, tals com la logopèdia, l'educació per als sords, les investigacions policials, l'educació dels actors, l'anàlisi de les obres literàries des del punt de vista auditiu, la síntesi de parla (per exemple, per afegir so a l'escriptura per a cecs), la retòrica (l'efecte dels sons en la parla), l'estilística (l'expressivitat dels sons), l'ensenyament de llengües estrangeres, la foniatria (tractament dels trastorns de la parla), la producció de audiòfons, etc.